# Louisiana State Museum
Das Louisiana State Museum (LSM) wurde 1906 in New Orleans gegründet und ist ein landesweites System von National Historic Landmarks und modernen Gebäuden in ganz Louisiana, das Tausende von Artefakten und Kunstwerken beherbergt, die Louisianas Erbe an historischen Ereignissen und kultureller Vielfalt widerspiegeln.

## Geschichte und Überblick
Im Jahr 1835 wurde die Louisiana Historical Society gegründet, mit der Aufgabe, einen Aufbewahrungsort für historische Dokumente und Artefakte zu schaffen. 1900 etablierte die Regierung dann ein provisorisches Museum für den Bundesstaat, sowie zwei Jahre später eine Kommission, die damit betraut war, eine Ausstellung für die Louisiana Purchase Exposition im Jahr 1904 in St. Louis umzusetzen.
Für die Ausstellung von Louisiana auf dieser Messe wurde eine große Anzahl relevanter Artefakte zusammengetragen. Nach der Ausstellung wurde beschlossen, dass diese Sammlung aufbewahrt, erweitert und ausgestellt werden sollte. Um diese Aufgabe zu erfüllen, wurde schließlich 1906 das Louisiana State Museum gegründet. Das Presbytère- und das Cabildo-Gebäude, die sich auf beiden Seiten der St.-Louis-Kathedrale am Jackson Square befinden, waren zwei der ersten Räumlichkeiten, in denen das Louisiana State Museum untergebracht wurde. Heute verfügt das Louisiana State Museum über dreizehn Gebäude im ganzen Bundesstaat: historische Gebäude, öffentlich zugängliche Museen und moderne Zweckbauten.
In den vergangenen mehr als 100 Jahren hat das Louisiana State Museum nicht nur Museen betrieben und Gebäude unterhalten, sondern auch als Aufbewahrungsort für alles Historische aus der Vergangenheit des Staates gedient. Louisiana war eine französische Kolonie, eine spanische Kolonie, Napoleons kurzlebiger Besitz, das von den Vereinigten Staaten erworbene Louisiana-Territorium und schließlich der Bundesstaat Louisiana. Die Sammlungen von Artefakten und Dokumenten des Louisiana State Museums sind ein wichtiger Beitrag zum Verständnis der Geschichte des Bundesstaates, der Nation und auch der übrigen Welt.
Das Louisiana State Museum schützt und bewahrt nicht nur die etwa 450.000 historischen Artefakte und Kunstwerke, sowie die zugehörigen historischen Gebäude Louisianas, sondern engagiert sich auch in vielen Bereichen, die sich mit der einzigartigen Kultur und Geschichte des Staates befassen. Seit dem Bestehen des Museums wurden immer weitere neue Museumsstandorte eröffnet, sodass mittlerweile 13 Liegenschaften durch das Museum betrieben werden. Darunter das Wedell-Williams Aviation & Cypress Sawmill Museum – am Standort Patterson, das Performing Arts Center in der New Orleans Mint, das Capitol Park Museum - Baton Rouge und die Louisiana Sports Hall of Fame & Northwest Louisiana History Museum - Natchitoches. Neben der Eröffnung neuer Einrichtungen schafft das State Museum ständig neue temporäre und permanente Ausstellungen, die interessante Themen aus Louisianas Kultur und Geschichte beleuchten. Das Museum bietet eine Reihe von Programmen an, wie z. B. Vortragsreihen, Führungen für Schulklassen, Rundgänge durch historische Viertel und musikalische Aufführungen.
In ganz Louisiana gibt es zahlreiche Organisationen, die das Museum unterstützen, darunter die Louisiana Museum Foundation, Friends of the Cabildo, Friends of the Capitol Park Museum, Wedell-Williams and Cypress Sawmill Foundation, Friends of Louisiana Sports and History und Friends of the E.D. White Historic Site.

## Standorte im French Quarter, New Orleans

### The Cabildo
Das Gebäude, das auch als Spaniens altes Rathaus, oder Casa Capitular bekannt ist, wurde 1795–1799 unter der Herrschaft Spaniens erbaut. Es war der Ort der beiden Louisiana Purchase Transfers von 1803, von Spanien an Frankreich und von Frankreich an die USA. Es diente als Sitz verschiedener Regierungsbüros, darunter der Obersten Gerichtshof von Louisiana. 1908 wurde das Gebäude dem Louisiana State Museum übergeben. Am 11. Mai 1988 wurde der dritte Stock des Gebäudes durch einen Brand schwer beschädigt. Die Ausstellungsstücke und -flächen konnten restauriert und 1994 wiedereröffnet werden.
Das Cabildo beherbergt auf drei Etagen Ausstellungsstücke zur Geschichte Louisianas, und im angrenzenden Arsenal-Gebäude werden weitere wechselnde Exponate gezeigt.  Zu den prominentesten Exponaten gehören: eine von Napoleon Bonapartes Totenmasken aus dem Jahr 1821, sowie die Ausstellung "From 'Dirty Shirts' to Buccaneers", eine Darstellung der Schlacht von New Orleans.

### New Orleans Mint
Die einstige Münzprägeanstalt der Vereinigten Staaten, die 1835 unter der Leitung von Präsident Andrew Jackson errichtet wurde. Sie war die einzige US-Münzanstalt, die jemals unter einer anderen Flagge, als der der Vereinigten Staaten, prägte, da sie kurzzeitig Münzen für die Konföderation prägte. Das Gebäude diente auch als Bundesgefängnis und als Depot der Küstenwache, bevor es 1966 zum Louisiana State Museum wurde. Es gibt eine Dauerausstellung über die Münzprägung, sowie durch die Partnerschaft, mit dem New Orleans Jazz Museum, eine Ausstellung zum Jazz und dessen Bedeutung für New Orleans. Zusätzlich finden in den großzügigen Räumen regelmäßige Abendveranstaltungen mit Live-Musik statt.

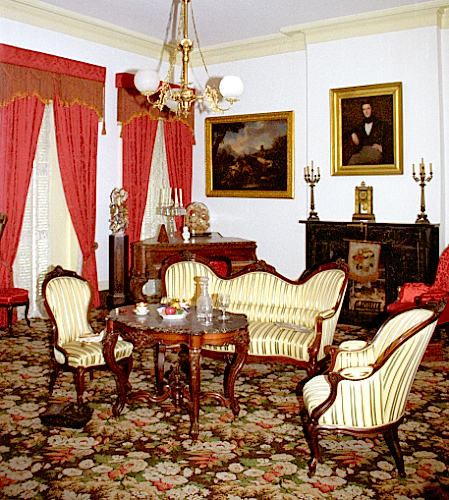
Ausstellung im 1850 House

### Das Presbytère
Das Gebäude wurde im Jahr 1791 so entworfen, dass sich sein Äußeres an den Baustil des Cabildo anpasst. Ursprünglich war das als Unterkunft für den örtlichen Klerus erbaut worden, diente dann über die Zeit in vielen Funktionen, bevor es 1911 in den Besitz des Louisiana State Museums überging. In den ersten beiden Stockwerken sind Ausstellungsstücke untergebracht, im dritten Stock befinden sich die Büros des State Museums. Es befinden sich unter anderem die interaktive Ausstellung Livin with Hurricanes: Katrina and Beyond im Gebäude, die die Ereignisse und die Folgen der Hurrikane immersiv darstellt.

### 1850 House
Das Gebäude ist Teil des Lower Pontalba Buildings, einem Reihenhaus, am Jackson Square gelegen. Es handelt sich um ein historisches Hausmuseum, in dem die Besucher die Geschichte der Baroness de Pontalba erleben können, die den Bau des Gebäudes finanzierte. Das 1850 House Museum gehört seit 1946 zum Louisiana State Museum und veranschaulicht das Familienleben der Mittelklasse während der wohlhabendsten Zeit in der Geschichte von New Orleans anhand einer vollständig eingerichteten dreistöckigen Wohnung im Lower Pontalba Building. Im ersten Stock befindet sich ein Museumsshop, der von den Friends of the Cabildo betrieben wird.

### Creole House
Das 1842 an der Stelle eines kolonialen Gefängnisses erbaute Creole House ist der Hauptsitz der Friends of the Cabildo, einer der Förderstiftungen des Louisiana State Museums für die Museen des French Quarters.

### Jackson House
Dieses Gebäude wurde nach Andrew Jackson benannt, dem Helden der Schlacht von New Orleans. Es wurde im Jahr 1926 an das Museum übergeben. Das ursprüngliche Gebäude aus dem Jahr 1842 wurde 1936 von der Works Progress Administration wiederaufgebaut. Derzeit sind keine Ausstellungen zu sehen.

### Madame John’s Legacy
Das Gebäude ist von historischer Bedeutung, weil es dem Großen Brand von New Orleans im Jahr 1794 entging, der einen Großteil von New Orleans auslöschte. Das Haus ist eigentlich ein Produkt des vorangegangenen Brandes von 1788. Die Gebäude, die sich Anfang der 1780er Jahre an dieser Stelle befanden, wurden durch diese Feuersbrunst teilweise zerstört, und das heutige Gebäude wurde sechs Monate später im französischen Kolonialstil wieder aufgebaut.

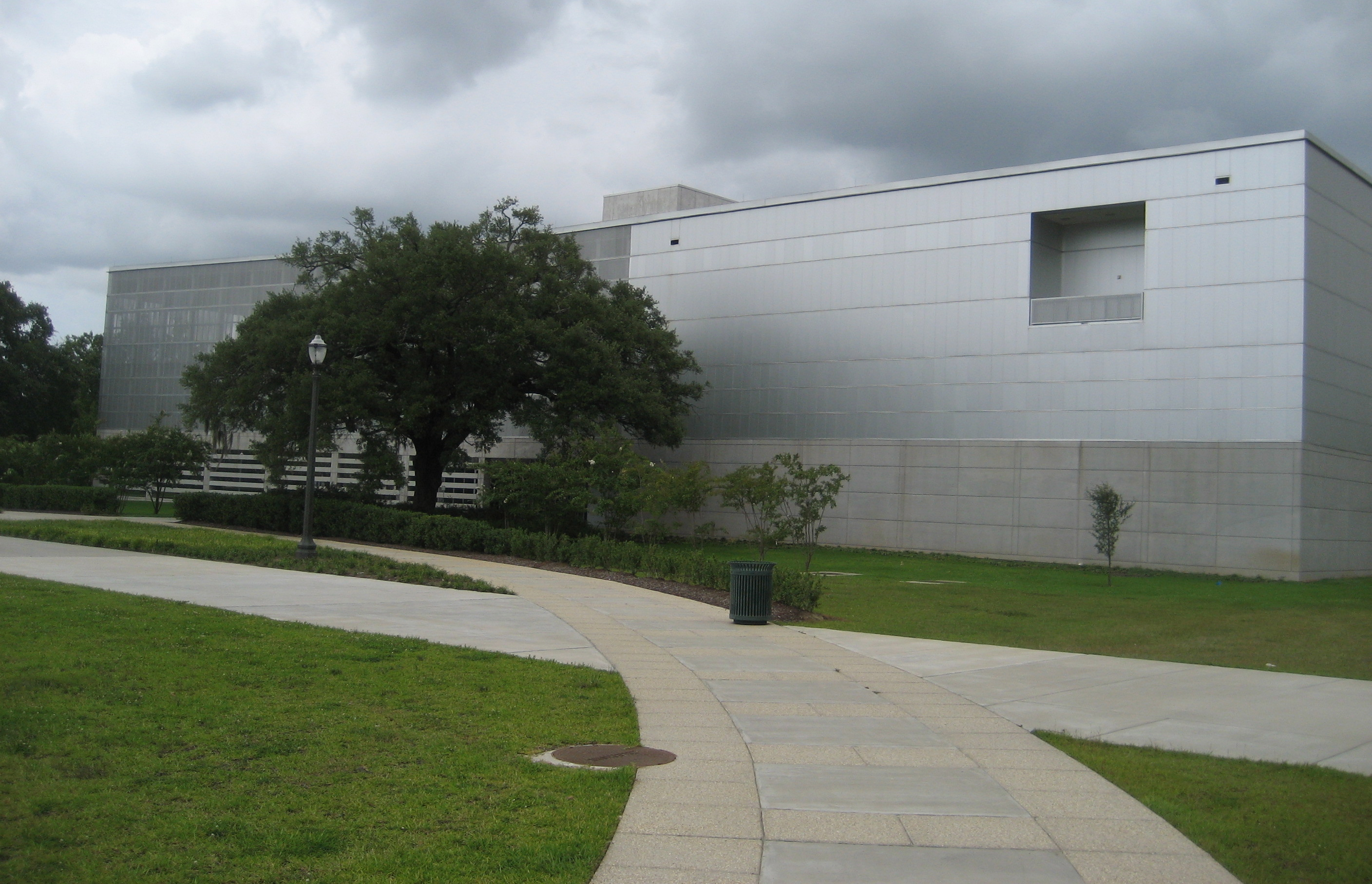
Capitol Park Museum in Baton Rouge

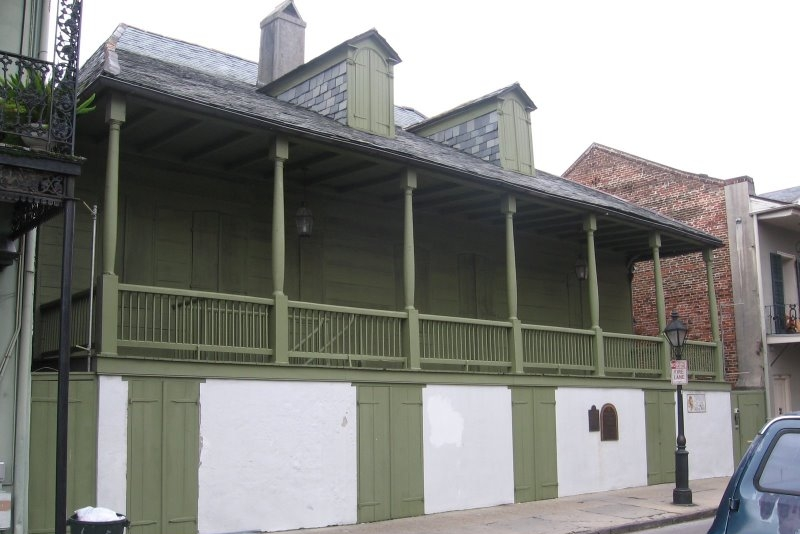
Madame John’s Legacy

## Außenstandorte

### Capitol Park Museum – Baton Rouge
Das Capitol Park Museum wurde im Jahr 2006 als größte und umfassendste Ausstellung zur Geschichte, Kultur und Kunst des Bundesstaates eröffnet. Das Gebäude in Baton Rouge bietet hierzu thematische Ausstellungen zu den verschiedenen Aspekten der Geschichte, Industrie und Kultur von Louisiana an. Es umfasst zwei Dauerausstellungen mit den Titeln „Grounds for Greatness: Louisiana and the Nation“ und „Experiencing Louisiana: Die Seele von Amerika entdecken“.

### Louisiana Sports Hall of Fame & Northwest Louisiana History Museum – Natchitoches
Die Louisiana Sports Hall of Fame & Northwest Louisiana History Museum in Natchitoches ist die neueste Einrichtung des Louisiana State Museums. Die Ausstellung „Louisiana Sports Hall of Fame“ ist eine Sammlung von Porträts und Erinnerungsstücken, die die Leistungen von mehr als 300 legendären Sportlern, Trainern und anderen Persönlichkeiten des Sports in Louisiana würdigt. Das Northwest Louisiana History Museum erforscht die Entwicklung einzigartiger kultureller Traditionen von den frühen indianischen Zivilisationen bis in die Gegenwart.

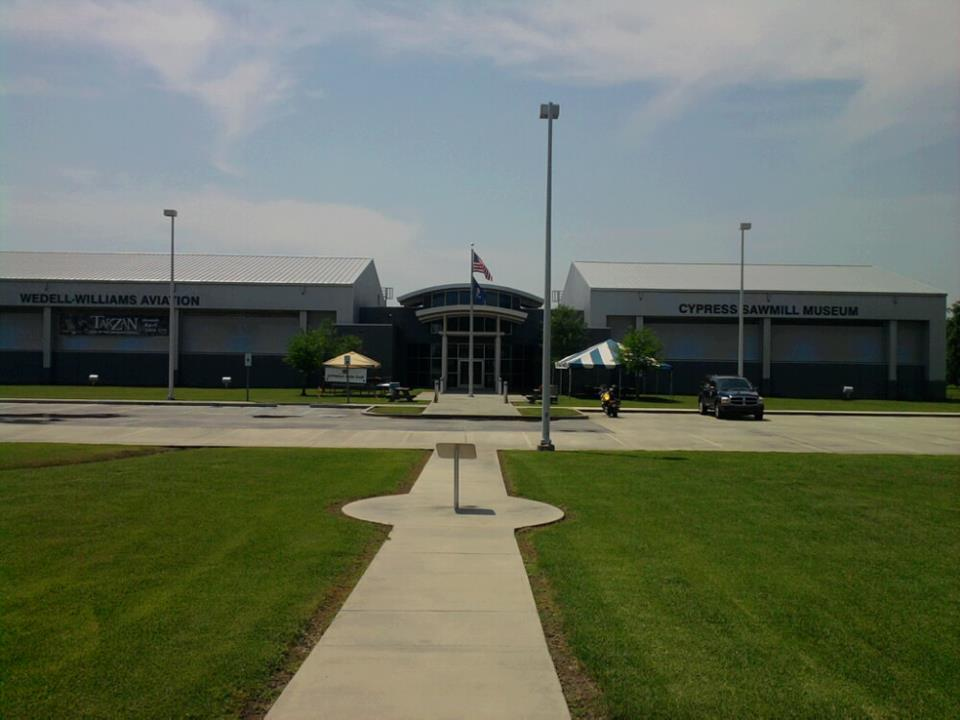
Aviation & Cypress Sawmill

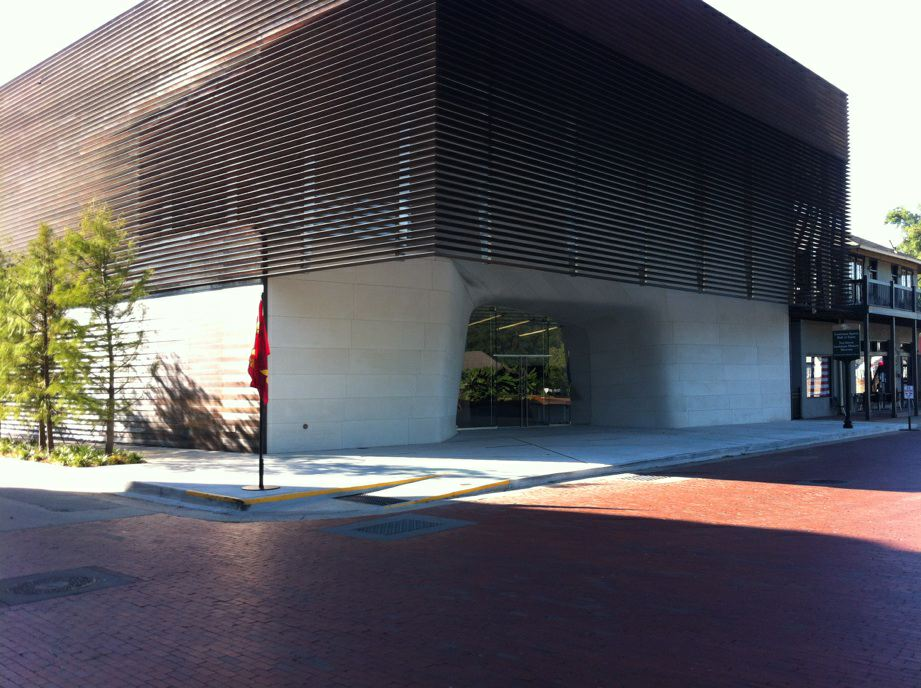
Louisiana Sports Hall of Fame

### Wedell-Williams Aviation & Cypress Sawmill Museum – Patterson
Das Wedell-Williams Aviation & Cypress Sawmill Museum in Patterson ist eine moderne, zweckmäßig eingerichtete Einrichtung in der Region Acadiana. Die Wedell-Williams Aviation Collection konzentriert sich auf das Vermächtnis der Luftfahrtpioniere Jimmie Wedell und Harry Williams, die 1928 in Patterson einen Flugdienst gründeten, während die Patterson Cypress Sawmill Collection die Geschichte der Zypressenholzindustrie in Louisiana dokumentiert.

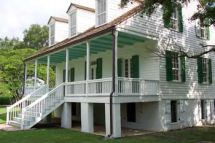
E.D. White Historic Site

### E. D. White Historic Site – Thibodaux
Die E. D. White Historic Site in Thibodaux ist das Haus der Plantage von Edward Douglass White Sr. aus dem 19. Jahrhundert, der von 1835 bis 1839 Gouverneur war, und seines Sohnes Edward Douglass White, der 1894 zum Mitglied des Obersten Gerichtshofs der Vereinigten Staaten ernannt wurde und von 1910 bis 1921 als Oberster Richter fungierte. Die Ausstellungsstücke im E.D. White House zeichnen die Geschichte der Region nach, mit Abschnitten über die Chitimacha-Indianer, den Bayou Lafourche, frühe akadische Siedler, Zuckerrohranbau, Sklaverei und die Familie White.

### Sammlungen
Das Louisiana State Museum verfügt über zwei große Ausstellungsräume in New Orleans. Die hauptsächliche Sammlung befindet sich im French Quarter. In dieser Einrichtung sind die Bereiche Bildende Kunst, Kostüme und Textilien, Wissenschaft und Technologie sowie die Sammlung der dekorativen Künste untergebracht.
Die zweite Niederlassung ist die Old U.S. Mint in der Esplanade Avenue, in der sich das Dokumentenarchiv und das Jazz- und Musikarchiv befinden. Die Münzanstalt beherbergt das Louisiana Historical Center, das Hobby- und Profiforschern den Zugang zu den Dokumentenarchiven ermöglicht. Neben Karten und Manuskripten beherbergt das Zentrum auch Notenblätter, Mikrofilme, Sammelalben, Broschüren und Zeitungen.
Beide Sammlungen sind nur nach Vereinbarung zugänglich.

## Sonderausstellungen und -programme in New Orleans und Baton Rouge
- Hidden Treasures: Eine Vortragsreihe, die Gäste hinter die Kulissen des Archivs des Louisiana State Museum in New Orleans führt, um Artefakte zu sehen, die für das behandelte Thema relevant sind.
- 2nd Thursdays Lecture Series:  Eine wiederkehrende Vortragsreihe, die sich mit den einzigartigen Themen der Kultur und Geschichte Louisianas befasst.
- Music at the Mint: Das Louisiana State Museum veranstaltet im Performing Arts Center im dritten Stock der Old U.S. Mint Konzerte vieler verschiedener Genres, darunter Jazz, Blues und Instrumentalmusik.
- New Orleans Jazz National Historic Park performances and lectures:Aufführungen und Vorträge: In Zusammenarbeit mit dem Louisiana State Museum veranstaltet der National Park Service fast täglich in der Old U.S. Mint kostenlose Aufführungen und/oder Vorträge zu den Wurzeln des Jazz.
- Colonial Documents Digitization Project: Das Louisiana State Museum arbeitet derzeit daran, die über 70.000 französischen und spanischen Gerichts- und Notariatsdokumente, die sich im Louisiana Historical Center befinden, zugänglich zu machen und zu bewahren. Das Museum hat einen Zuschuss vom National Endowment for the Humanities erhalten, um diese Aufzeichnungen aus der Kolonialzeit zu digitalisieren und eine Online-Datenbank einzurichten, die für jeden, der mehr über das koloniale Louisiana erfahren möchte, kostenlos zugänglich sein wird.
- Lunchtime Lagniappe Summer Lecture Series at Capitol Park:  Eine wöchentliche Vortragsreihe, die jeden Mittwoch im März und Oktober im Capitol Park Museum in Baton Rouge die reiche Kultur und Geschichte von Louisiana erforscht.
- Capitol Park & Spanish Town Walking Tours: Die Capitol Park Walking Tour, jeweils am 1. Samstag im April und am 1. Samstag im September, bietet einen Einblick in die Geschichte der verschiedenen historischen Teile des Capitol Parks. Die Spanish Town Walking Tour, 1. Samstag im Mai und 1. Samstag im Oktober, bietet Informationen über die historische Spanish Town Neighborhood.